# Hans Krollmann

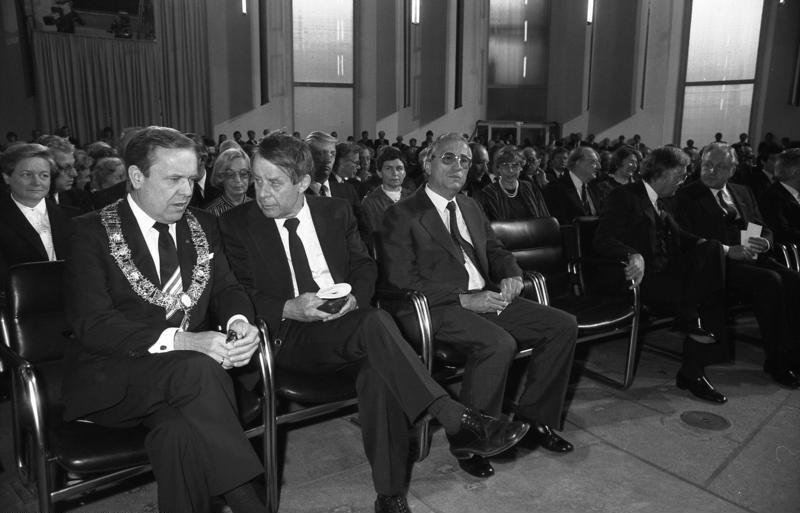
Hans Krollmann rechts neben W. Wallmann und S. Lenz bei der Verleihung des Friedenspreises des Deutschen Buchhandels 1983

Hans Krollmann (* 7. November 1929 in Werdau; † 15. März 2016 in Kassel) war ein deutscher Jurist und Politiker (SPD).

## Leben
Hans Krollmann besuchte ein Gymnasium in Hohenlimburg/Westfalen und engagierte sich ab 1946 in der Sozialistischen Jugend. Nach dem Abitur 1950 studierte er Rechts- und Staatswissenschaften in Münster, Köln und Hamburg und schloss das Studium 1954 mit dem Ersten und 1959 mit dem Zweiten juristischen Staatsexamen ab. Anschließend arbeitete er im Verwaltungsdienst der Stadt Kassel. Krollmann trat als Student in die SPD ein und arbeitete im Sozialistischen Deutschen Studentenbund (SDS), dessen Bundessekretär er 1951/1952 war. In den 1950er Jahren war er Landesvorsitzender der Jungsozialisten in Hamburg. Seit 1961 gehörte er dem Bezirksvorstand der SPD Hessen-Nord an, seit 1977 war er dessen Vorsitzender. Von 1969 bis 1974 war er Vorsitzender des SPD-Unterbezirks Kassel-Stadt. Krollmann war von 1987 bis 1989 SPD-Landesvorsitzender in Hessen und verzichtete zugunsten von Hans Eichel auf eine erneute Kandidatur für den Parteivorsitz.

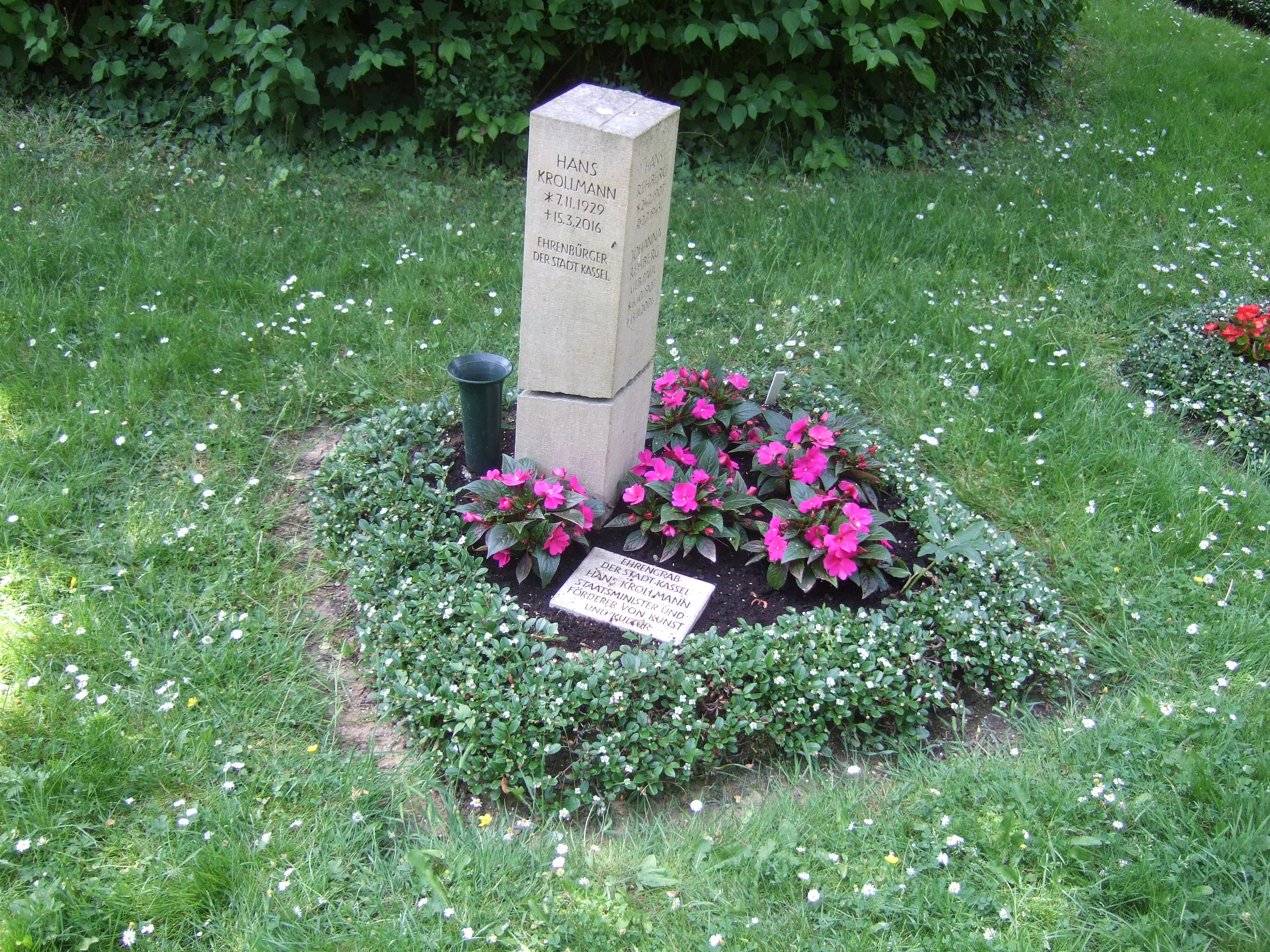
Grab von Hans Krollmann

Von 1959 bis 1962 arbeitete Krollmann im Rechtsamt der Stadt Kassel und wechselte dann in die Polizeiverwaltung. 1965 wurde er Polizeipräsident in Kassel. Zwei Jahre später wählte man ihn zum Stadtkämmerer. In den Jahren 1969 und 1970 diente Krollmann unter Johannes Strelitz als Staatssekretär im hessischen Innenministerium. Von 1970 bis 1991 war er Mitglied des Hessischen Landtages und dort von 1972 bis 1973 sowie von 1987 bis 1988 Vorsitzender der SPD-Fraktion.
In den SPD-geführten Landesregierungen der Ministerpräsidenten Albert Osswald und Holger Börner amtierte er zunächst von 1973 bis 1974 als Staatsminister für Landwirtschaft und Umwelt, von 1974 bis 1984 als Kultusminister und von 1984 bis 1987 als Staatsminister der Finanzen. Daneben nahm er von 1982 bis 1987 das Amt des Stellvertretenden Ministerpräsidenten wahr. Bei der vorgezogenen Hessischen Landtagswahl 1987 trat er nach dem Rücktritt von Börner als SPD-Spitzenkandidat an, unterlag aber dem CDU-Kandidaten Walter Wallmann, so dass die SPD erstmals in der hessischen Landesgeschichte in die Opposition gehen musste.

## Ehrungen und Auszeichnungen
- 1994: Großes Bundesverdienstkreuz des Verdienstordens der Bundesrepublik Deutschland[5]
- 1998: Preisträger der Georg-August-Zinn-Medaille
- 1996: Wilhelm-Leuschner-Medaille
- 1998: Georg-August-Zinn-Medaille
- 2010: Ehrenbürger der Stadt Kassel[6]
- 2017: Ehrengrab der Stadt Kassel[7]